# Self Care
Self Care is een nummer van de Amerikaanse rapper Mac Miller uit 2018. Het is de tweede single van zijn vijfde studioalbum Swimming.
Het nummer kende het meeste succes in Noord-Amerika. Na Millers overlijden in september 2018, bereikte het de 33e positie in de Amerikaanse Billboard Hot 100, waarmee het Millers grootste hit als leadartiest werd. In Nederland bereikte het nummer geen hitlijsten, terwijl het in Vlaanderen de Tipparade bereikte.